# ТЕЦ Кнурув
50°11′11″ пн. ш. 18°38′10″ сх. д. / 50.18639° пн. ш. 18.63611° сх. д.
ТЕЦ Кнурув — теплоелектроцентраль на півдні Польщі, за два з половиною десятки кілометрів на південний захід від Катовиць.
Ще у 1900-х роках поблизу Кнурува спорудили шахту Кнурув (наразі Кнурув-Щигловіце), для забезпечення потреб якої у 1969-му запустили власний енергетичний майданчик.
Станом на 2007 рік тут працювало три парові котли типу OPG-36, один з яких виготовила ще у 1928-му компанія Humboldt, а два в 1942—1943 роках австрійська Pauker. Вони працювали на вугіллі, проте також могли використовувати певні обсяги біомаси та біогазу. Котли живили два турбогарегати, один з яких був виготовлений у Швеції та мав турбіну Ljungstrom потужністю 7,5 МВт і генератор Stal DM 60 B 1515, тоді як інший складався із турбіни Siemens EK 48/8/14,5 потужністю 8 МВт та генератора VEB Goerlitzen Maschinenbaun.
Станом на 2019 рік на станції також використовували три парові котли, про один з них відносився до типу OR-32N (а ще по одному — до вже згаданих раніше Humboldt та Pauker). Крім того, працювали два вугільні водогрійні котли типу WR-12.
Для видалення продуктів згоряння споруджений димар висотою 129 метрів.
Починаючи з 1995-го, ТЕЦ діє відокремлено від шахти.